# Baqiao
Baqiao är ett stadsdistrikt i Xi'an i Shaanxi-provinsen i norra Kina.